# Sunland Big Baobab
A Sunland Big Baobab egy óriási afrikai baobabfa, más néven majomkenyérfa (Adansonia digitata), amely a Dél-afrikai Köztársaság Limpopo tartományában él.
Évgyűrűk hiányában szénizotópos kormeghatározó módszerrel állapították meg, hogy több ezer éves lehet az óriás. Belsejében egy üreg alakult ki, amit 1993-ban a holland Van Heerdens kitisztított, majd borospincének és bárnak rendezett be, s azóta a környék egyik turisztikai látványossága. Természetes szellőzése folytán az üregben mindig 22 °C van. A fa kerülete 47 méter, magassága kb. 50 méter lehet.